# Nossa Senhora de Hrushiv
Nossa Senhora de Hrushiv, também conhecida como Nossa Senhora da Ucrânia ou Virgem da Ternura, é um dos títulos com o qual a Igreja Greco-Católica Ucraniana invoca a Virgem Maria, após suas aparições na aldeia ucraniana de Hrushiv em várias ocasiões do século XVI ao século XX.

## Descrição
Hrushiv pertence ao distrito de Drohobych e está localizada na margem direita do rio Bystrica (um afluente do rio Dniestre), na região de Lviv. Está localizada aproximadamente 70 km a sudoeste de Lviv. Hrushiv pertence à eparquia de Sambir-Drohobych, decanato de Drohobych, da Igreja Greco-Católica Ucraniana.
As aparições ocorreram repetidamente no mesmo lugar, mas com anos, às vezes séculos de diferença. A Virgem de Hrushiv apareceu vestida como no ícone da Mãe de Deus de Vladimir, a mais antiga e venerada imagem sagrada ucraniana.

## As aparições

### Século XVI
Dizem que durante a guerra dos cossacos contra o rei da Polônia, Nossa Senhora apareceu pela primeira vez na parte baixa da vila para algumas mulheres que estavam tirando água de uma fonte. Um século depois, em memória do acontecimento, um salgueiro foi plantado naquele local.

### Aparição durante a epidemia de cólera em 1806
Diz-se que a Virgem Maria apareceu novamente perto do salgueiro e fez jorrar uma fonte de água, livrando a população de uma epidemia de cólera. Como ex-voto, o pintor Stepan Chapowskyj pintou uma imagem de Nossa Senhora inspirada na Virgem da Ternura, que foi colocada no salgueiro.

### Aparição durante a epidemia de peste em 1855

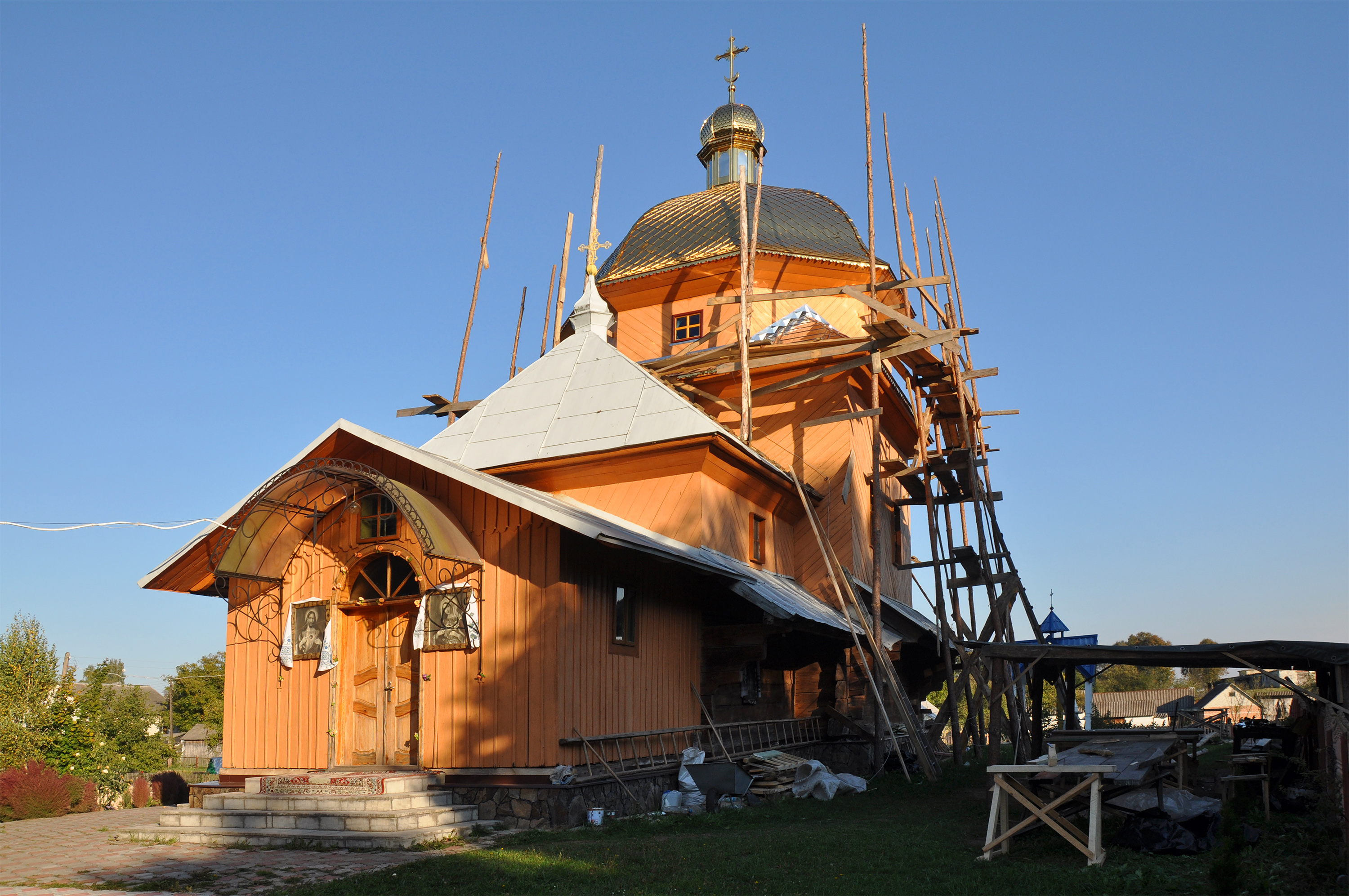
A Igreja de São Miguel no distrito de Hrushiv

Durante uma epidemia de peste em 1855, a Mãe de Deus teria aparecido em um sonho para uma mulher e dito: "Minha filha, eu imploro que você limpe o poço profanado. Celebre uma missa lá e a morte deixará de atingir a aldeia." Os moradores seguiram essas instruções e milagrosamente a epidemia de peste cessou. Acima do poço que guardava a fonte, uma capela de madeira foi construída em apenas três dias.
A capela de madeira construída às pressas em 1855 começou a ruir e, em 1878, o pároco local mandou construir uma nova capela de madeira com uma cúpula, que foi dedicada à Santíssima Trindade em 1856.
Em 1878, a pequena igreja foi substituída por um santuário.
O Papa Leão XIII concedeu indulgência plenária em 1901 nos dias da Santíssima Trindade, da Assunção de Maria e da Exaltação da Santa Cruz.

### Aparição de 12 de maio de 1914
Na véspera da eclosão da Primeira Guerra Mundial, e três anos antes das famosas aparições de Fátima, Nossa Senhora teria aparecido a 22 fazendeiros ocupados cortando os campos, prevendo a guerra, a perseguição à Igreja e a perda da soberania do estado ucraniano por 80 anos. Dizem que a aparição durou um dia inteiro.
"Haverá guerra. A Rússia se tornará um país sem Deus. A Ucrânia, como nação, sofrerá terrivelmente por 80 anos e terá que sobreviver a guerras mundiais, mas depois será livre."
Em 1947, durante o período stalinista, a capela foi fechada e em 1958, sob o governo de Khrushchev, foi desconsagrada.

### Aparições de 26 de abril de 1987 a Marija Kizyn e Josyp Terelja
Estas são as aparições mais famosas de Hrushiv. Exatamente um ano após o desastre de Chernobyl, a Virgem Maria teria aparecido a uma menina de 12 anos, Maria Kizyn. A menina viu uma luz estranha na cúpula da capela desconsagrada perto de sua casa e então viu a Virgem e o Menino aparecerem. Maria chamou sua mãe e juntas elas viram Nossa Senhora novamente.
As aparições teriam durado mais de um mês, atraindo grandes multidões.
Apesar das autoridades comunistas tentarem impedir a chegada de peregrinos, pessoas da Rússia, Moldávia, Bielorrússia, países bálticos e até mesmo da Ásia Central vieram para Hrushiv. Nas diversas aparições, Nossa Senhora pediu oração, penitência e perdão pela conversão da Rússia. Ele também pediu para não esquecer as vítimas do desastre nuclear de Chernobyl, "um aviso e um sinal para o mundo inteiro".
Josyp Terelja, um dissidente preso durante vinte anos por atividades antissoviéticas, libertado graças à intervenção do Papa João Paulo II, Ronald Reagan e da Anistia Internacional, que já havia testemunhado aparições da Virgem Maria enquanto estava na prisão, também teve a aparição durante a peregrinação a Hrushiv.
Em 7 de julho de 1988, o sino de Hrušiv começou a tocar novamente e a igreja foi reaberta a partir daquele dia.